# Бій під Гурбами
Бій під Гурба́ми — бій між військами НКВС СРСР і силами УПА, що відбувся з 21 по 25 квітня 1944 року біля урочища Гурби на півдні Здолбунівського району й охопив частину сучасних Дубенського та Острозького районів Рівненщини і Кременецького та Шумського районів Тернопільщини. Закінчився тактичною перемогою радянських військ та виходом з оточення українських повстанців. Після бою переможці спалили навколишні села Гурби та Антонівці, а жителів вивезли. Кількість загиблих військових і цивільних осіб точно не встановлена.
Бій відбувся під час переходу частин УПА через німецько-радянські фронти. Розбиті німецькі війська вже не загрожували частинам УПА, тому найбільшу небезпеку для українських повстанців становили відділи НКВС.

## Передісторія
Успіхи радянських військ у військових кампаніях в Білорусі та Україні у 1944 році призвели до стрімкого відступу німецьких військ. Але разом із відступом німців на захід просувалася і Червона армія. Саме в цей час український повстанський рух досяг свого розквіту — у 1943—1944 роках ряди УПА налічували від 30 тис. до 100 тис. вояків.
Оскільки німецька армія швидко відступала, і вже не становила загрози для УПА й України в цілому, словацькі частини вже давно не вступали до боїв з українськими повстанськими відділами, а угорське військове командування підписало навіть таємний договір з УПА про взаємний ненапад, найсерйознішу загрозу для УПА становили радянські війська. Місцеві мешканці очікували повторення репресій 1939–1941 років.
Не зустрічаючи значного опору з боку упівців, Червона армія продовжила наступ на позиції німецьких військ. Для боротьби з «оунівськими бандами», що таким чином залишилися в тилу, радянське командування відправило кілька дивізій НКВС. Після того, як головні сили Червоної армії пройшли через Західну Україну, УПА організувала ряд військових акцій, що були спрямовані проти НКВС, комуністів та людей, що співпрацювали із радянським режимом.
У 1944 році командування УПА ухвалило рішення про перехід радянсько-німецького фронту для того, щоб опинитися в тилу Червоної армії. Таким чином повстанці могли б продовжувати диверсійну та пропагандистську діяльність серед місцевого населення, не зустрічаючись із значними угрупуваннями радянських сил. Однак, навесні 1944 року німецько-радянський фронт розділяє основні сили упівців на тих, що розташовані на території, окупованій німецькими військами (під командуванням Романа Шухевича), і тих, які розташовані на території, окупованій радянськими військами (під командуванням Василя Кука). У січні 1944 року до бійців УПА приєдналося кілька десятків українців-червоноармійців, які пізніше взяли участь у бою під Гурбами. На знищення загонів УПА радянське командування відіслало «загороджувальний» загін військ НКВС за підтримки окремих частин Червоної армії. Ці «загороджувальні» загони були створені радянським командуванням для затримки дезертирів-червоноармійців, що тікали з лінії фронту. До цього українські повстанці вели бої з радянськими партизанами. Про успіхи таких атак свідчать радянські документи, зокрема доповідь начальника Українського штабу партизанського руху першому секретареві Центрального комітету комуністичної партії України Микиті Хрущову:
|  | ... українські повстанці, котрі до вступу Червоної армії на терени Західної України не вели відкритої організованої боротьби проти радянських партизанів, останнім часом нападають на них значними збройними силами. |

### Причини бою
На думку Петра Мірчука, головною причиною, яка призвела до бойових дій під Гурбами, став замах вояків УПА на командувача 1-м Українським фронтом Миколу Ватутіна.
Операцію УПА проти М. Ф. Ватутіна було проведено 29 лютого 1944 року неподалік від села Милятин. На під'їзді до Милятина ескорт штабних автомашин радянського генерала потрапив до засідки упівської сотні. Головну машину, що взяла на себе перший удар, було підбито. Під час бою генерал М. Ф. Ватутін зазнав тяжкого поранення. Його доставили спершу до військового лікаря, а потім у Рівне. За деякими даними, акцію проти Ватутіна спланувала верхівка радянської влади. Незважаючи на старання лікарів, а також на листи самого Ватутіна Сталіну з проханням врятувати його життя, 15 квітня 1944 року Ватутін помер. На пошуки упівської сотні до Милятина миттєво відрядили опергрупу «СМЕРШ» у складі 60 осіб. Але ще до їхнього приходу повстанцям, а також переважній більшості жителів села вдалося відійти до лісу.
У відповідь на смерть Ватутіна НКВС почало широкомасштабні каральні операції проти УПА. Одним із завдань було знищення великого угруповання повстанців в районі гурбівських лісів.
Іншою причиною могла стати масштабна мобілізація населення західних регіонів України до лав Червоної армії. Призов чоловічого населення міг призвести до ситуації, коли в УПА не залишалося людського ресурсу для поповнення своїх лав. Про спроби українських повстанців зірвати мобілізацію свідчать численні атаки на потяги із новобранцями та на призовні пункти. Про ці події секретар Станіславського обкому КПУ М. Слонь повідомив у Москву:
|  | … українські націоналісти здійснили напад на потяг із новобранцями, внаслідок чого 250 чоловік поповнили повстанські лави… Через протидію націоналістів від призову ухилилося близько 15,5 тис. осіб. |

Усього в період січня-травня 1944 року від призову, завдяки упівцям, ухилилося 17 тис. чоловік, близько 2 тис. з них приєднались до УПА.

## Співвідношення сторін
У бою брали участь відділ південної групи УПА-Північ (Військова округа «Богун» під командою Петра Олійника — «Енея») та з'єднання УПА-Південь (під командуванням Василя Кука — «Леміша»).
Загалом сили повстанців разом із місцевими селянами становили неповних 5 тис. бійців. Чисельність бойових відділів не перевищувала 3 — 3,5 тис. вояків у складі куренів «Сторчана», «Мамая», «Вира» або «Докса», «Непитайла», «Бувалого», «Довбенка», «Залізняка» і сотень «Панька», «Яструба», «Андрія», чоти «Чорногори» і відділу охорони штабу під командуванням «Гармаша». В арсеналі південної групи УПА було 2 батареї гармат різних систем і кілька мінометних ланок, окремі курені мали на озброєнні протитанкові рушниці.
Також до УПА приєдналося близько 500—1000 осіб з навколишніх сіл Гурби та Антонівці, що шукали захисту своїх сімей від більшовиків. Їх відправили вглиб лісу, доручивши їм допомагати пораненим та забирати їх з поля бою.
Проти повстанців НКВС кинуло 5 бригад солдатів і деякі частини Червоної армії, авіацію, бронепоїзди, 15 легких танків, полк кінноти. Літаки використовувалися для розвідки, аби виявити більші скупчення підрозділів УПА.. Разом їхня кількість становила близько 30 000 солдатів.

До бою під Гурбами між упівцями та НКВСівцями відбулося невелике зіткнення біля села Москалівки, з якого повстанці вийшли переможцями.

## Хід бою

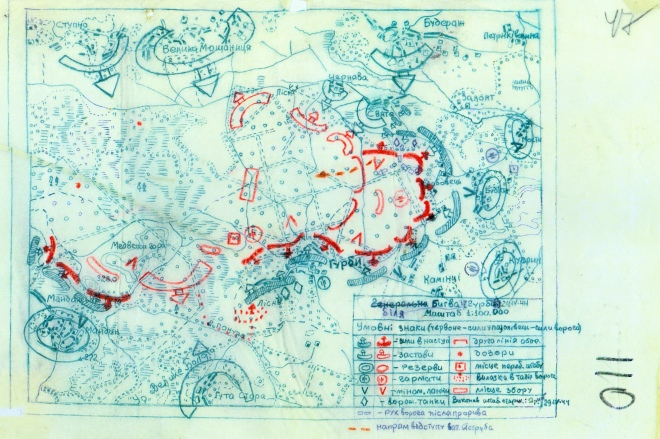
Мапа бою під Гурбами (складена УПА).

20 квітня 1944 року радянські сили згуртували більшу частину своїх військ на лінії Шепетівка — Рівне — Збараж. Уранці 21 квітня вояки УПА почали рити шанці та вкопувати гармати. Було розгорнуто польовий шпиталь. Спираючись на дані розвідки, командування УПА віддало наказ, згідно з яким усі приготування мали бути завершені до 6.30 годин вечора 23 квітня.
Перша спроба радянських військ знищити повстанців відбулася 23 квітня. Найбільше сил радянське командування сконцентрувало в районі села Антонівці. Наступ також відбувався і з інших напрямків, але мобільні повстанські загони відступали та завдавали несподіваних ударів з флангів, унаслідок чого війська НКВС зазнали значних втрат. Фланговими ударами військам НКВС вдалося потиснути лави упівців, унаслідок чого повстанці опинилися у «мішку». З наказу командування УПА, війська повстанців перегрупувалися таким чином: у лісах, недалеко від с. Гурби, у с. Святе, Мощаниця, урочищах Чернява, Грабовець та Межові гори. Першу лінію оборони займали відділи командира «Мамая» (по лінії р. Понора — с. Замишівка), «Докса» (Мощаниця-Чернява-Святе), «Яструба», «Сторчана» та кілька інших загонів особливого призначення (лінія Святе-Мости-Грабовець-Гурби). Другу лінію оборони займали загони «Довбенка», «Бувалого» і «Непитайла». Резерв складали відділи командирів «Панька», «Залізняка», «Чорногори» і «Андрія». Згідно зі звітами до повстанського штабу, під час зіткнень 23 квітня НКВСівці втратили 250 осіб убитими, зокрема: під Антонівцями — близько 50 осіб, на лінії Кирилівка — Обгів — близько 80 осіб, на лінії Обгів — Ступно — 40 осіб, біля с. Москалівки — близько 30 осіб, у засідках — близько 50 осіб. Втрати повстанців склали 39 осіб убитими та 30 пораненими. Окремо відзначалася перевага НКВС на всіх напрямках у живій силі та озброєнні.
У ніч з 23 на 24 квітня 1944 року повстанці перегрупувалися та окопались. Уночі війська НКВС спробували захопити позиції повстанців, попередньо провівши артобстріл, однак їхні спроби виявилися марними. Після короткої паузи, війська НКВС за допомогою танків організували другу атаку вже на всіх відтинках повстанської оборони, однак і вона виявилася невдалою. Однак втрат зазнали й загони «УПА-Північ», зокрема курінь командира «Ясеня».
Нарешті, о 6 годині ранку 24 квітня командування НКВС вирішило розпочати генеральний наступ. Цього разу головні сили було спрямовано на північ від села Гурби. Після артилерійського обстрілу позицій УПА, о 12 годині НКВСівці «стіною» рушили на повстанців. Також сильний наступ почався з боку сіл Мости та Хижаки. Радянські війська змогли наблизитися до відділу командира «Мамая» на 300 м, однак їх було відкинуто. Через кілька годин радянське командування віддає наказ про повторний наступ. Цього разу до бою кинули кінноту, яка мала зайти з флангів та вклинитися між куренями упівців, доки повстанці відбивали атаку радянських танків. Кіннота виконала своє завдання, розбивши війська повстанців на дві частини. Але командування УПА, вчасно використавши резервний курінь командира Залізняка, стабілізувало ситуацію, відкинувши кавалерію ворога. Після невдалої атаки кінноти, до бою вступила радянська піхота. Новомобілізовані бійці під командуванням командира «Яструба», не витримавши натиску, почали відступати, при цьому не маючи змоги повідомити бійців «Сторчана». Услід за «яструбцями» почали відступати й відділи «Залізняка», які були запасною лінією «сторчанівців». Унаслідок чого ворог прорвався на південний відтинок й оточив бійців «Сторчана». Курінний «Сторчан» зі своїм відділом був змушений вступити до нерівного рукопашного бою, внаслідок чого весь повстанський курінь було знищено, загинули сам «Сторчан», четверо старшин та 60 повстанців.
Тим часом повстанцями було створено другу лінію оборони. Зі звіту про перебіг бою учасника бою начальника оперативного відділу — майора Миколи Свистуна («Ясеня»):
«Щоб забезпечити південну сторону, перекинув я сот. „Андрія“ з півн.-зах. сторони на південь, на Гурбенську Гору (год. 11), які геройськи держалися до 18 год., коли більшовикам удалося висунути їх танками зі свого становища. Тут оборонні становища скріпили к-р „Довбенко“, „Бувалий“, „Балабан“. В цей час, коли окружені „сторчанівці“ боролися, я підготовляв контрнаступ з півночі, що мав виконати курінний Докс, але на зайняте командиром „Доксом“ становище не було кого дати. Своїх відділів не міг я зірвати зі становища, бо ворог наступав зі всіх сторін…».
Бій тривав на всіх відтинках оборони і тільки ввечері радянським військам удалося оточити понад 1,5 тис. повстанців у так званий «гурбенський котел» та захопити Гурбенську Гору.

### Вихід з оточення

Повернення повстанців з-під оточення.

Командування УПА, обмежене в набоях і продовольчих запасах, ухвалює рішення про прорив оточення. Польовий шпиталь було розформовано. Легкопоранені бійці долучилися до бойових загонів, а важкопоранені, разом із цивільним населенням, розділилися на кілька груп, які мали просочитися через лінію фронту, поки основні сили відвертали на себе увагу військ НКВС. Трьом сотням із різних куренів було доручено забрати гармати. Уранці 25 квітня повстанці трьома групами з боєм почали виходити з оточення в районі села Буща. Для знищення сил повстанців у районі села Буща радянське командування відіслало туди 5 танків і кілька сотень піхоти. Для знищення противника керівництво сил УПА направило ударну групу під командуванням старшого лейтенанта Кузьмича, підрозділ якого входив до складу з'єднання Бувалого. Бій почався у самому селі, коли кулеметники повстанців почали обстріл позицій НКВС. Повстанці зуміли відбити частину села, однак подальше просування зупинили танки. Залишки куреня Сторчана та курінь Мамая, які йшли іншою дорогою, досягли Бущі і вступили до бою. За допомогою трофейних протитанкових рушниць повстанці знерухомили один з танків, та знищили його гранатами. Було пошкоджено ще один танк, однак війська НКВС відступили.
Усім куреням УПА вдалося вирватися з оточення, хоча деякі, як-от курені Мамая та Довбенка, зазнали значних втрат (самого Мамая було вбито). Курені Довбенка та Бувалого відійшли в Суразькі ліси, курінь Мамая прорвався на північ і перейшов залізничний шлях Здолбунів — Шепетівка, а відділи Ясеня та Докса відступили у напрямку Клевані.
Великі втрати українських вояків можна пояснити тим, що до втрат УПА НКВС зарахувала розстріляне цивільне населення.

## Наслідки
Василь Кук у своєму інтерв'ю Олександрові Гогуну зазначив, що УПА втратила не більше 100 людей, а вбили повстанці 900 радянських солдатів і ще стільки ж поранили.
Кожна зі сторін, які брали участь у цьому бою, оголошувала про свою перемогу. Повстанці знищили велику частину радянських військ, однак про втрати самих повстанців свідчить сильна реорганізація, а згодом й об'єднання груп УПА-Північ та УПА-Південь. НКВС захопило до полону близько 100 вояків УПА, здебільшого простих селян, які допомагали повстанцям у цьому бою. Після страшних катувань усіх полонених стратили. Під час наступу НКВС на позиції повстанців, які вирвалися з більшовицького оточення, загинув від радянської кулі командир куреня Мамай. Деякі інші сотники та чотові наклали на себе руки, аби не потрапити до полону ворога.
Однак тяжких втрат зазнали не тільки повстанці. Близько тисячі радянських солдатів загинули, ще кілька сотень померли від поранень. Командування УПА на болісному прикладі цього бою змінило тактику ведення війни. Групам УПА-Захід та УПА-Північ було наказано розподілити свої сили на групи по 2-3 сотні та відступити до Карпат або густіших лісів. Червона армія, не зустрічаючи значного опору з боку УПА, рушила навздогін за німецькими військами, що дозволило упівцям продовжити спротив радянському режимові, уникаючи зустрічі з основними силами радянських військ.
Тактика дії малими загонами виправдала себе на деякий час, завдяки чому в західноукраїнських містах, як-от Коломия, Косів, Надвірна, утворилися повстанські республіки, які проіснували до 1945 року.
Завідувач відділу Рівненського обласного краєзнавчого музею Ігор Марчук вважає, що перемога радянських військ не стала вирішальною, адже головної мети наступу бригад НКВС на Гурби не досягнуто — загони УПА не знищено, тож вони продовжили вести військові та пропагандистські акції у Західній і Центральній Україні.
Командування УПА усвідомлювало, що вести відкриту боротьбу з добре озброєними загонами НКВС неможливо. Після битви під Гурбами Західну Україну захлинула хвиля арештів та розстрілів.
Про бої згадував учасник тих подій майор Косенко: «Гурби — це наша перемога над ворогом. Перемога не тільки політична, а й мілітарна, і жодні звірства та мордування, при яких енкаведисти, як спрути, накидаються на наших бійців і на цивільне населення, щоб обмити руки в їхній крові, щоб поштрикати штиками їхні благородні тіла, не мають і не можуть мати успіху. Бо терором не можна знищити всезростаючого революційного руху. Ним ворог нас згуртував до відкритої боротьби проти більшовицького терору, проти більшовицького імперіалізму».

## Оцінки втрат

### СРСР
Приблизно 27 квітня командування внутрішніми силами військ НКВС написало доповідь командувачеві військами 1-го Українського фронту маршалу Радянського Союзу Г. К. Жукову про результати операції з ліквідації «банд ОУН» у Кременецьких лісах Рівненської області.
У ньому зазначалося, що було захоплено величезну кількість набоїв, зброї, радянської та німецької уніформи, продовольства, бочок із бензином. У доповіді також ідеться про захоплений справний літак У-2. Кількість загиблих радянських солдатів, згідно з доповіддю, становила 11 осіб, а також 48 поранених. Результати операції НКВД у Кременецьких лісах представлені також в доповідній записці голови НКВС Берії адресованій Державному комітетові оборони та Геншатабу ЧА.

### ОУН
Опис бою під Гурбами було надруковано у газеті Крайового Осередку Пропаганди ОУН «На зміну» за липень 1950 року. У газеті детально описано бій, а також зазначено втрати обох сторін: «…в боях під Гурбами згинуло 80 постанців, в тому числі 60 безсмертних сторчанівців. Більшовицькі втрати начислюють понад 800 вбитими і багато ранених…».
Також, одним з головних повстанських документів, що збереглися до нашого часу є доповідь майора УПА Косенка. У ній вказується про 600 вбитих та 500 поранених більшовиків. Втрати самих повстанців становлять 80 осіб вбитими та 40 пораненими. У зведенні повстанського штабу використовується фраза «То були Крути, а це — Гурби…».

## Спадщина

Ветерани УПА вшановують пам'ять загиблих (Гурби, 11 жовтня 2002 року).

### Історіографія
Українські історики написали чимало книг про визвольний рух, у тому числі і про бій під Гурбами. У 2002 році у Львові було презентовано документальну книгу молодих істориків Ігоря Марчука та Олега Тищенка «Гурби: квітень 1944-го». Дослідження проведено за підтримки Молодіжного націоналістичного конґресу. Перший наклад становив 300 примірників. За фінансової підтримки відомого письменника і мецената з Австралії, колишнього булавного УПА Юрія Борця вийшов у світ й другий наклад, уже в кількості 2000 примірників. У книжці описано не лише сам бій, але й наслідки для всієї повстанської армії. На думку авторів книги, повстанські війська зазнали втрат через:
- відкритий бій із НКВС (адже повстанські сили не мали постійного підкріплення, на відміну від НКВС);
- рішення про ведення «правильної або стандартної війни» (риття шанців, створення розгалуженої системи укріплень, важке озброєння);
- масштабну мобілізацію (скупчення великих, погано навчених і неозброєних повстанських сил в одному місці, що перетворило їх на легку здобич).

У 2021 році вийшла книга Ігоря Марчука «Битва під Гурбами».

### Реакція української влади
18 квітня 2007 року Президент України Віктор Ющенко виступив із зверненням, де висловив свою подяку всім, хто брав участь в урочистих заходах щодо вшанування Гурбенської битви. Також у заяві зазначається про необхідність проведення офіційних державних заходів та належного висвітлення подій бою під Гурбами в наукових працях та періодиці.

### Вшанування пам'яті

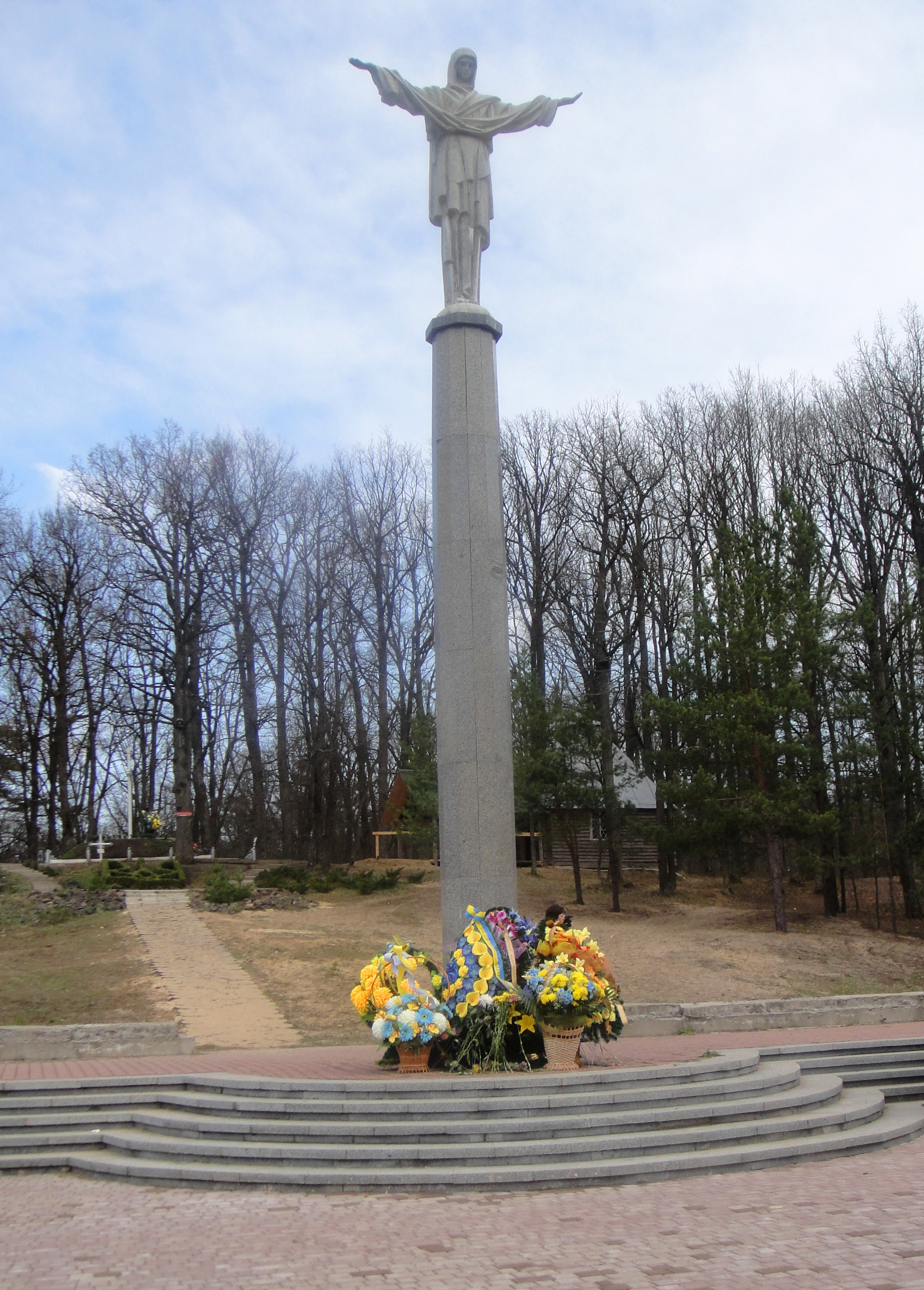
Меморіальний комплекс на місці бою.

18 травня 2007 року, в урочищі Гурби, на місці боїв відбулось урочисте відкриття меморіалу пам'яті загиблим воякам Української повстанської армії. На відкритті пантеону були присутні львівські пластуни, адже в бою брали участь видатні скаути з Пласту, зокрема Василь Кук.
Сьогодні біля села Гурби встановлено капличку та пам'ятний хрест на честь вояків УПА. З 2003 року і щорічно у травні силами Молодіжного націоналістичного конґресу влаштовується спортивно-патріотична теренова гра «Гурби-Антонівці», що збирає близько 400 учасників — молодих людей з усієї України. На думку організаторів, це має сприяти вихованню «в дітей, юнацтва та молоді національної свідомості, історичної пам'яті, громадянської позиції, патріотизму, готовності захищати Батьківщину шляхом опанування духовної спадщини визвольної боротьби ОУН-УПА та налагодження міжрегіональної співпраці між молоддю різних областей України».
На місці основних сутичок громадське об'єднання «Товариство пошуку жертв війни «Пам'ять»» проводить пошуково-ексгумаційні дослідження захоронень вояків УПА з метою перепоховання загиблих воїнів. Встановити точну кількість убитих під час бою у Гурбенівських лісах неможливо, адже багато з тіл було поховано значно пізніше. У вересні 2009 року в рамках фестивалю Бандерштат товариство «Пам'ять» організувало історичну реконструкцію бою.
У грудні 2008 року з нагоди 65-річчя Гурбенського бою Рівненська обласна організація Всеукраїнського Братства ОУН-УПА ім. Романа Шухевича випустила ювілейну нагороду «Гурбенський щит» — «Гурби. 1944—2009». Цією відзнакою нагородили учасників бою, діячів громадського руху, національно-патріотичних організацій, представників влади, письменників — популяризаторів тематики бою, авторів заходів з ушанування пам'яті загиблих і тих, хто ще наприкінці 1980-х років установлював хрести в місцях масових поховань.
У 2014 році Молодіжний націоналістичний конгрес встановив стенд з інформацією про історичне місце та події Гурбенського бою.